# Henderson (Tennessee)
Pour les articles homonymes, voir Henderson.
La ville de Henderson est le siège du comté de Chester, dans l’État du Tennessee, aux États-Unis. Sa population, qui s’élevait à 6 309 habitants lors du recensement de 2010, est estimée à 6 357 habitants en 2019.

## Personnalités liées à la ville
La militante féministe et avocate Sue Shelton White (1887-1943) est née à Henderson. Elle a été très active pour la ratification du XIXe amendement de la constitution par l'État du Tennessee .